# 河边龙胆
河边龙胆（学名：Gentiana riparia）为龙胆科龙胆属下的一个种。

## 扩展阅读
- 維基物種上的相關：河边龙胆